# Spoorlijn aansluiting Essen-Dellwig - Bottrop Süd
De spoorlijn aansluiting Essen-Dellwig - Bottrop Süd is een Duitse spoorlijn en is als spoorlijn 2243 onder beheer van DB Netze.

## Geschiedenis
Het traject werd door de Preußische Staatseisenbahnen geopend op 5 maart 1881.

## Treindiensten
Tussen 1948 en 1953 is de lijn in gebruik geweest voor personenvervoer. Thans vindt er alleen goederenvervoer plaats.

## Aansluitingen
In de volgende plaatsen is of was er een aansluiting op de volgende spoorlijnen:
Essen-Dellwig
DB 2277, spoorlijn tussen Oberhausen en Essen-Altenessen
DB 2650, spoorlijn tussen Keulen en Hamm
aansluiting Prosper Levin
DB 2244, spoorlijn tussen de aansluiting Prosper Levin en Essen-Frintrop
DB 2245, spoorlijn tussen de aansluiting Essen-Horl en de aansluiting Prosper Levin
aansluiting Gerschede
DB 2242, spoorlijn tussen de aansluiting Gerschede en Bottrop Hauptbahnhof
Bottrop Süd
DB 2206, spoorlijn tussen Wanne-Eickel en Duisburg-Ruhrort

## Elektrificatie
Het traject werd in 1970 geëlektrificeerd met een wisselspanning van 15.000 volt 16⅔ Hz.